# Поза смерті
Смертельна поза (англ. death pose) або опістотонічна поза (англ. opisthotonic posture) — характерна поза, з закинутою назад головою, витягнутим хвостом і широко відкритим ротом у якій часто знаходять скам'янілості непташиних динозаврів і птахів. Причина такої пози є предметом наукових дискусій. Традиційні пояснення варіювалися від сильних зв'язок на шиї тварини, які висихали й скорочувалися, витягуючи тіло, до водних течій, які змивали рештки в такому положенні.
У 2007 році Фо і Падіан припустили, що жива тварина страждала від опістотонусу під час передсмертної агонії, і що ця поза зовсім не є результатом якогось посмертного процесу. Вони також відкидають ідею про те, що вода може бути причиною випадкового розташування тіл у «позі смерті», оскільки різні частини тіла і кінцівки повернуті в різних напрямках, що, на їхню думку, навряд чи може бути результатом руху води. Вони також вважають, що висихання зв'язок не зможе призвести до такої специфічної пози.
Дослідження, проведене Алісією Катлер, Брукс Б. Брітт і колегами з Університету Брігама Янга в Прово, штат Юта, припускає, що ця поза є результатом занурення у воду після смерті. Через кілька секунд після того, як курячі тушки помістили у воду, їхні тіла прийняли «позу смерті». Зменшення тертя, що дозволяє зв'язкам і сухожиллям скорочуватися до своїх типових положень, викликає дорсофлексію голови та хвоста тварини. Вони також виявили, що кігті курей скоротилися, ймовірно, з тієї ж причини (зменшення тертя у воді дозволяє зв'язкам повернутися у вихідне положення, а смерть знімає м'язову напругу, яка за життя утримувала б шию і кігті в інших положеннях). Експеримент повторили з ему, що дало такі ж результати. Коли курям перерізали міжхребцеві зв'язки на шиї, вони не прийняли передсмертну позу.
У 2012 році палеонтологи Ахім Г. Рейсдорф і Міхаель Вуттке опублікували дослідження про пози смерті. Згідно з висновками цього дослідження, так звана «опістотонічна поза» не є наслідком церебрального захворювання, що спричиняло м'язові спазми, а також не є наслідком швидкого поховання. Швидше за все, посмертне занурення призвело до плавучості, яке дозволило еластичній зв'язці Ligamentum elasticum відтягнути голову і хвіст звіра назад.

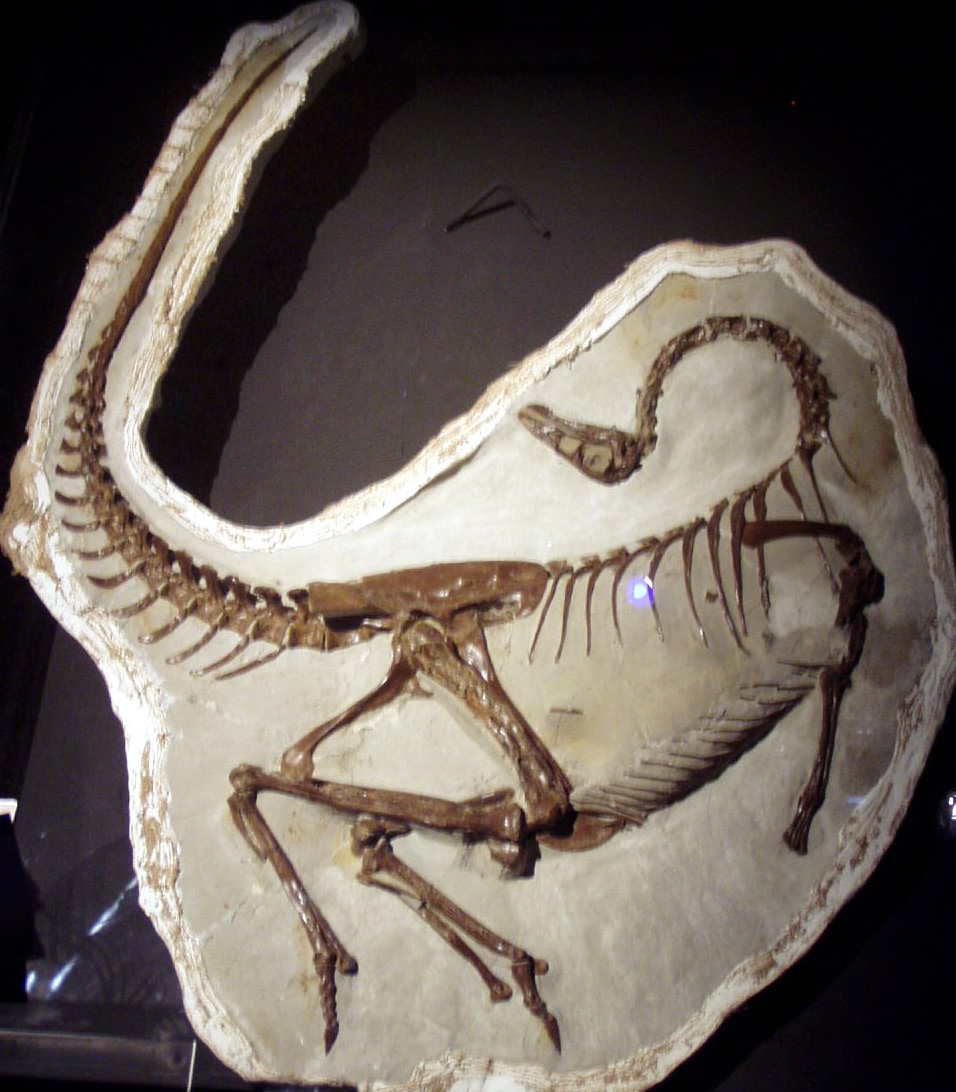
Ornithomimus
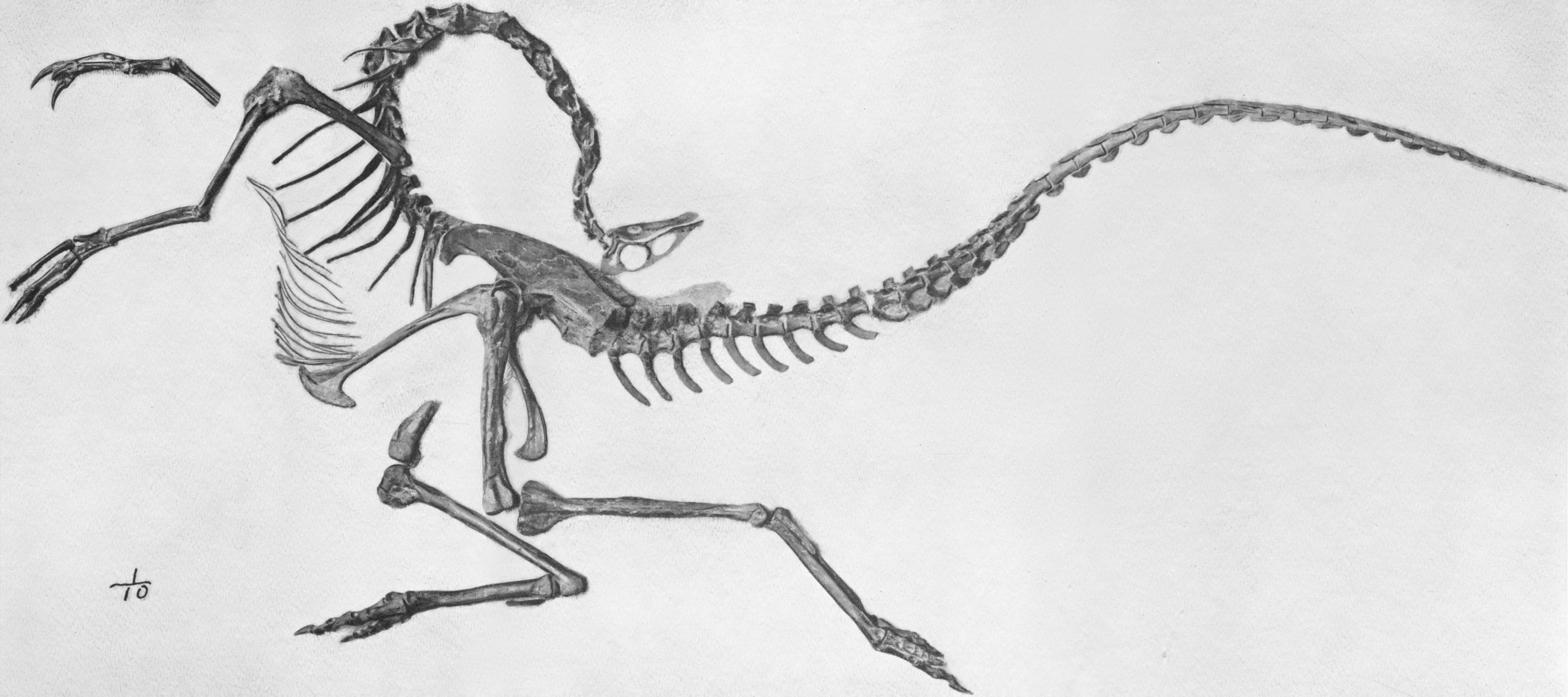
Struthiomimus
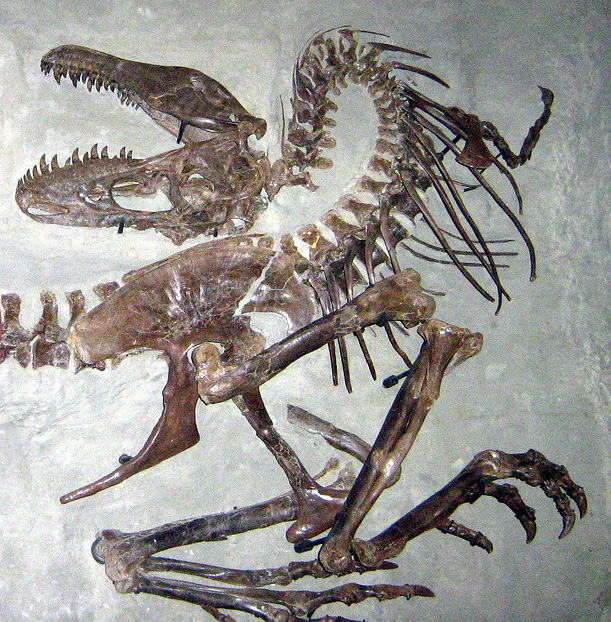
Gorgosaurus
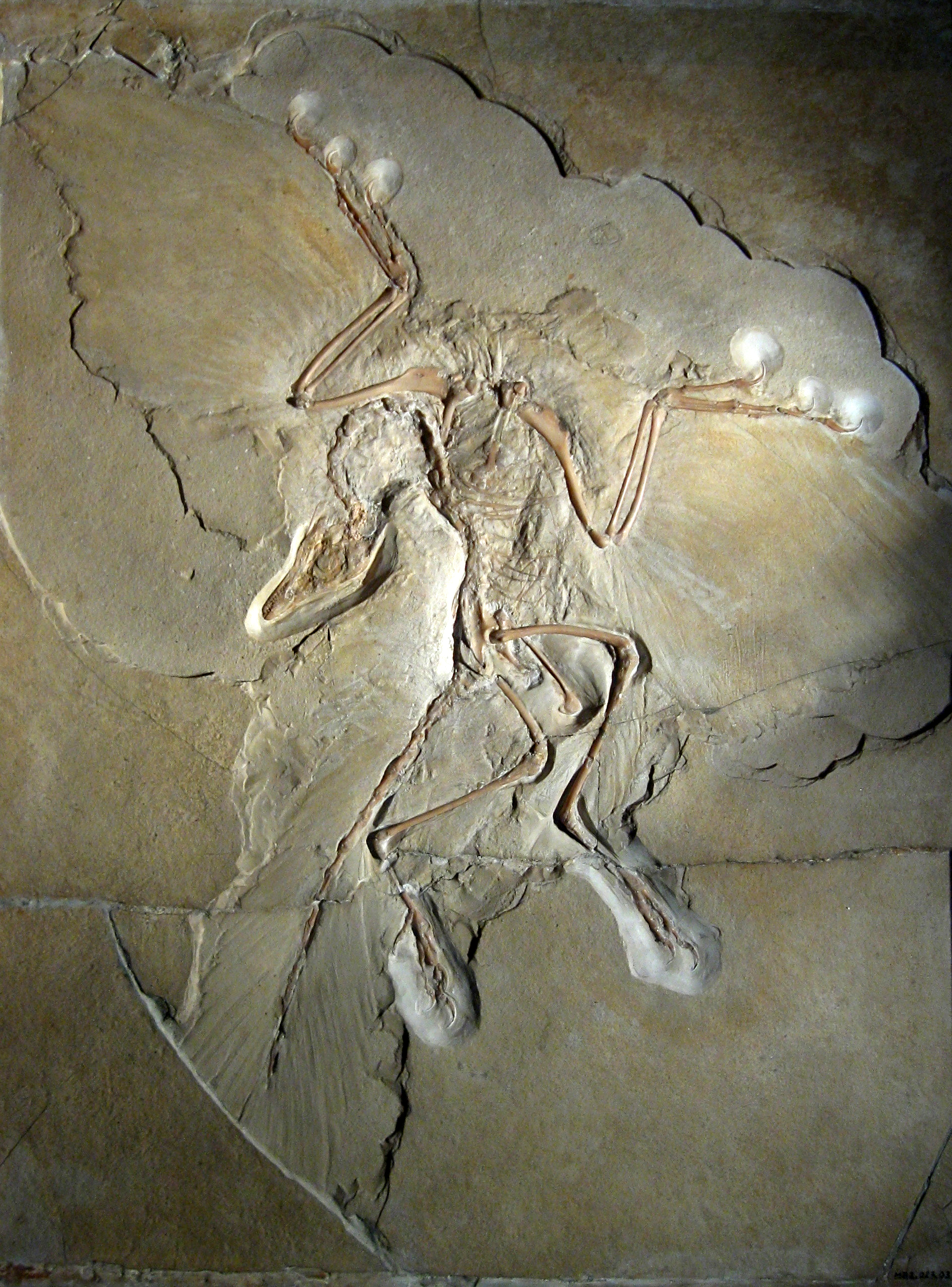
Archaeopteryx
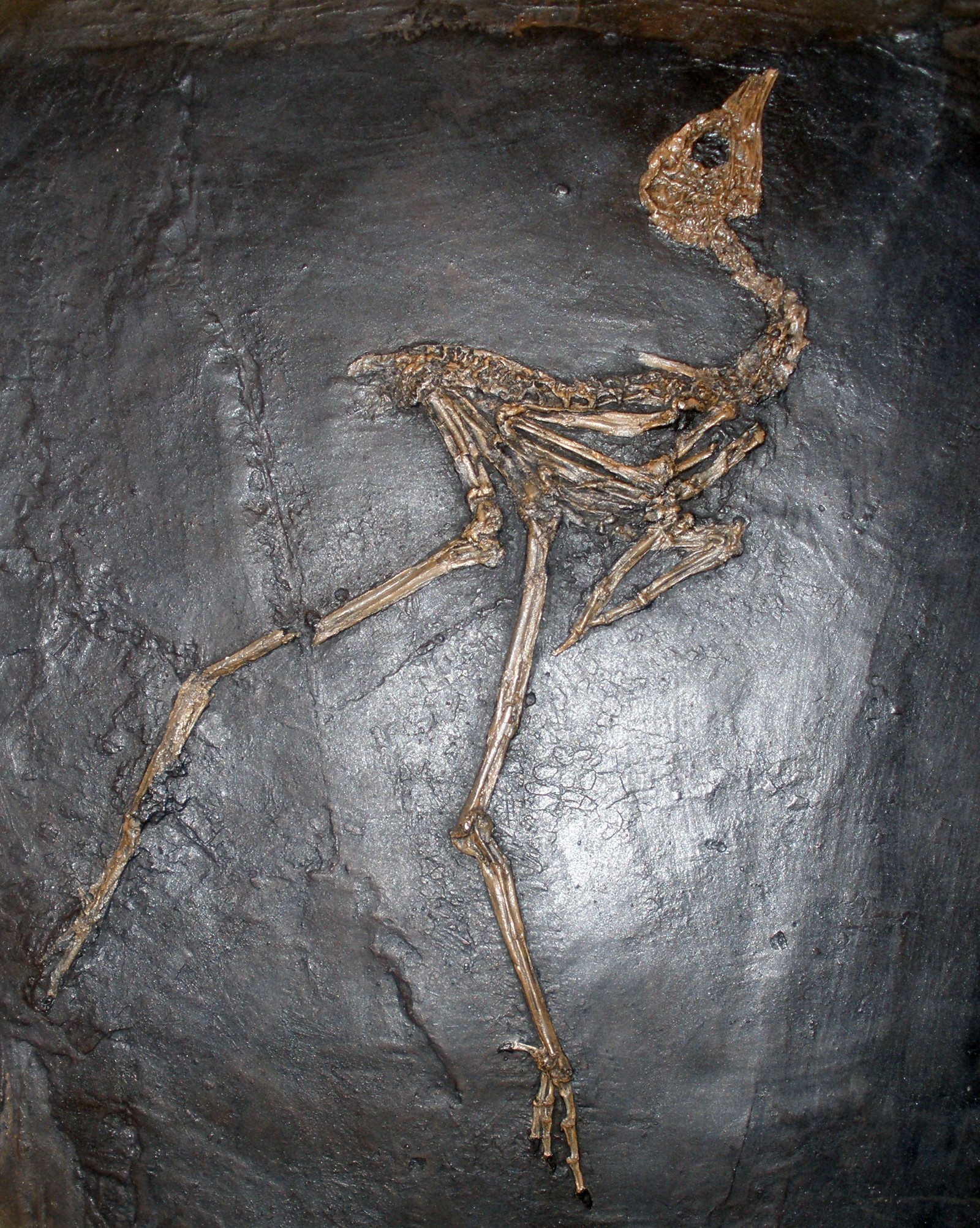
Messelornis
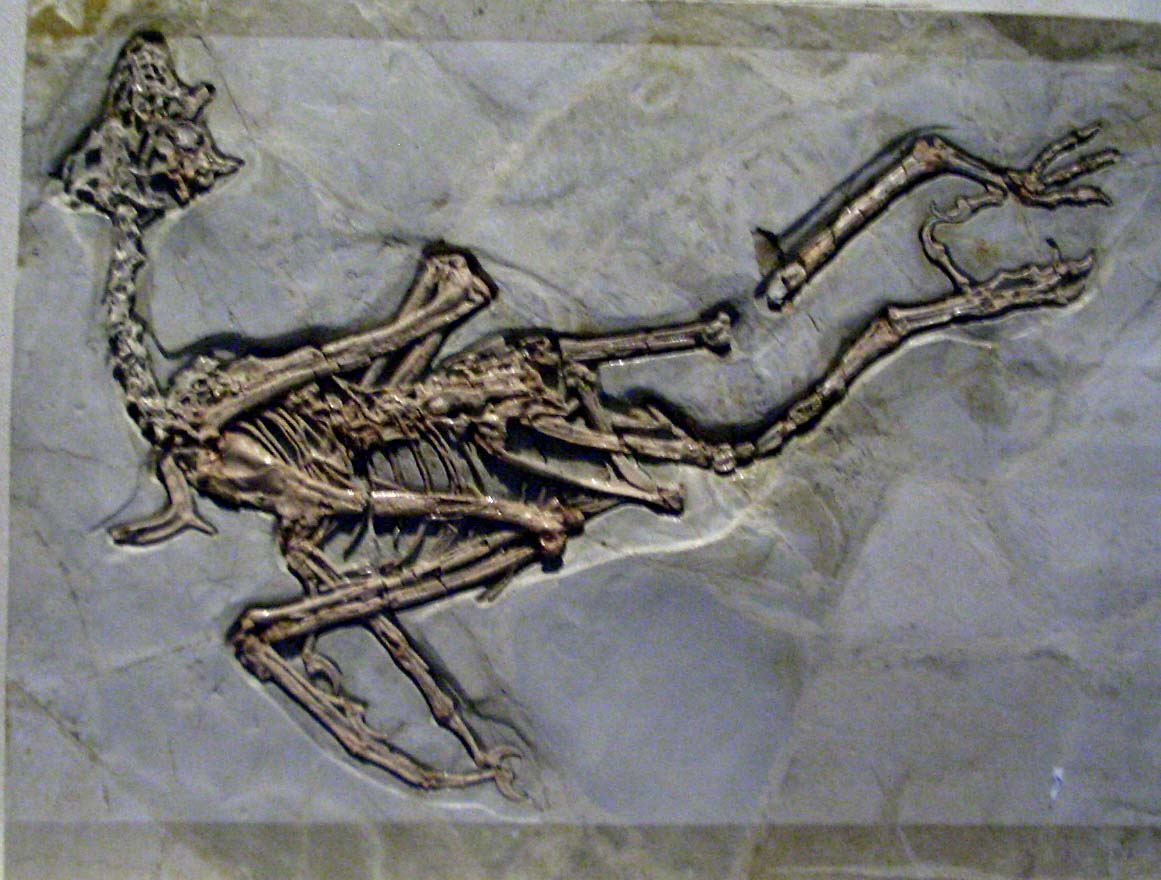
Sapeornis
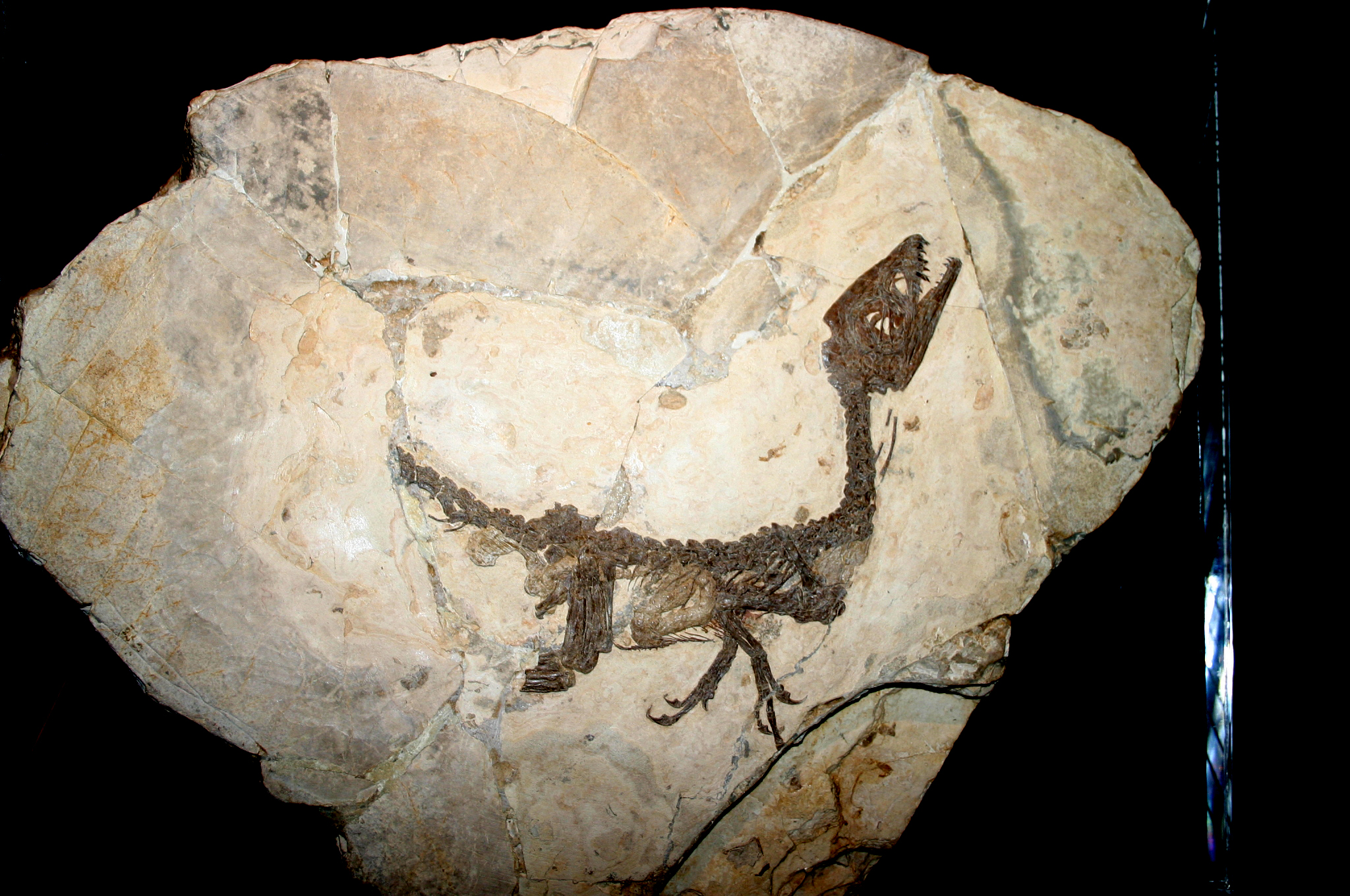
Scipionyx
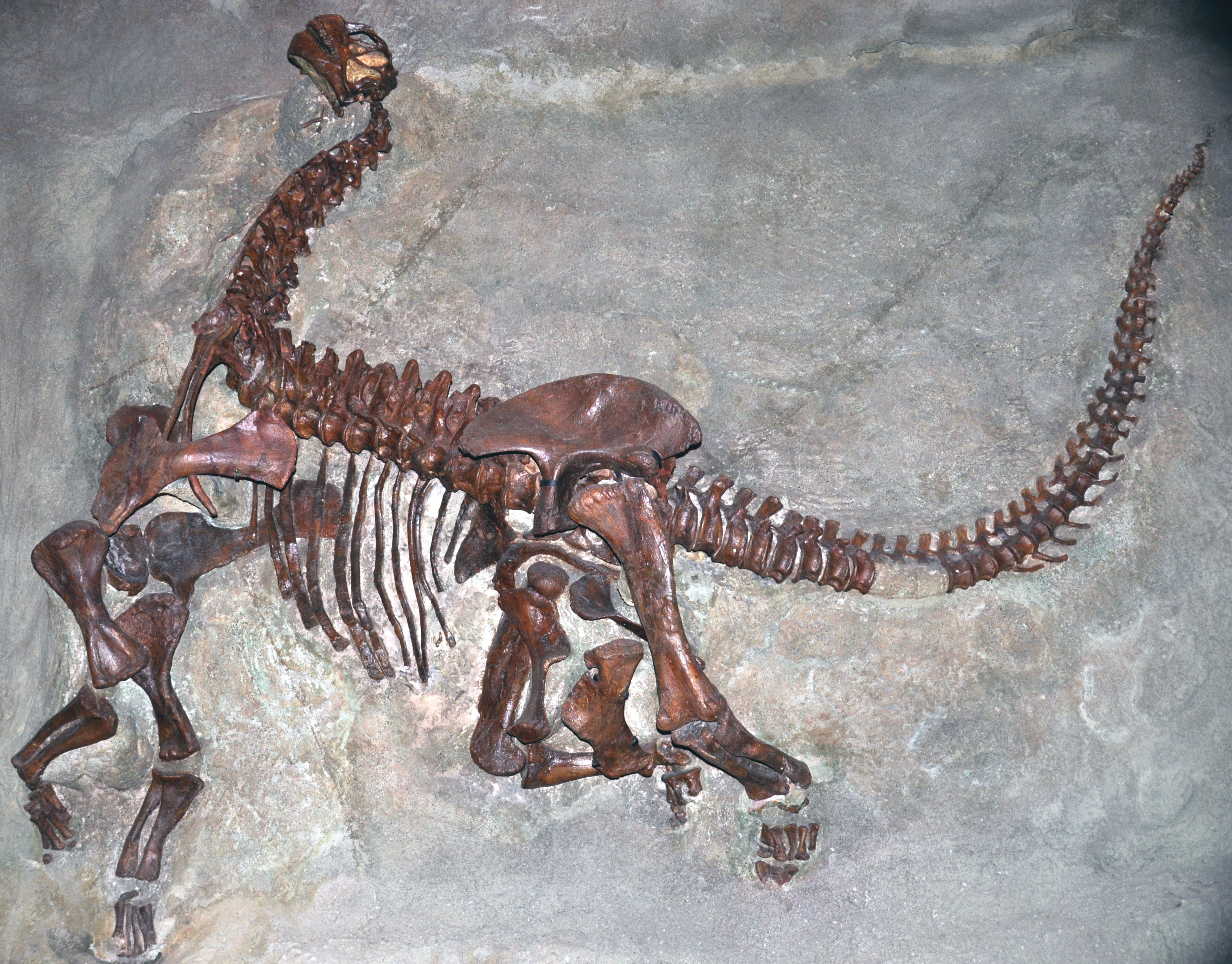
Camarasaurus